# Ожон
Ожон (фр. Aujon) — река в департаментах Верхняя Марна и Об региона Гранд-Эст на северо-востоке Франции. Один из главных притоков реки Об бассейна Сены. Начинается у Перроньи-ле-Фонтен.

## География
Длина реки — 68 км. Она берёт начало на плато Лангр, близ коммуны Перроньи-ле-Фонтен департамента Верхняя Марна на высоте 443 м над уровнем моря, протекает главным образом с юго-востока на северо-запад через города Арс-ан-Барруа и Шатовьен. Является левым притоком Об в коммуне Лоншан-сюр-Ожон на высоте 188 м над уровнем моря. Расход воды — 6,45 м³/с.

### Гидроним
Ожон является гидронимом, по которому получили название коммуны Жий-сюр-Ожон, Лоншан-сюр-Ожон и Сен-Лу-сюр-Ожон.

## Притоки
Ожон имеет следующие притоки:
- Горжео
- Дюи
- Броз
- Рен в коммуне Ренпон

## Гидрология
Ожон является довольно полноводной рекой, как и большинство рек в восточном бассейне Сены.
Водосток Ожона наблюдался в течение 28 лет (1972—2000) в Ренепоне департамента Верхняя Марна, расположенном недалеко от его впадения в Об, где площадь бассейна реки составляет 481 км², то есть практически полную её площадь. Среднегодовой расход воды в Реннепонте составил 6,45 м³/с.
Ожон характеризуется довольно выраженными сезонными колебаниями стока, с высоким стоком зимой-весной, когда среднемесячный расход воды составляет от 8,37 до 12,7 м³/с с декабря по апрель включительно (с максимумом в феврале) и низким стоком летом, с июля по сентябрь включительно, когда среднемесячный расход падает до 1,44 м³/с в августе.